# Paul de Quinsonas
Pour les articles homonymes, voir Quinsonas.
Le comte Charles Émilien Marie Paul Pourroy de Laubérivière de Quinsonas, connu sous le nom de Paul de Quinsonas est un écrivain français, né à Le Coudray-Montceaux (Seine-et-Oise) le 30 juin 1880, mort à Paris (8e), 19 janvier 1967.

## Œuvres
- Un Dauphinois, cinquième évêque de la Nouvelle-France : Monseigneur de Laubérivière (1711-1740), 1936.

- Prix Montyon 1937 de l’Académie française.